# Cosecantă

Graficul funcției cosecantă

Cosecanta (abreviată csc sau cosesc) este o funcție trigonometrică periodică, inversa funcției sinus, definită în contextul unui triunghi dreptunghic ca fiind raportul dintre ipotenuză și cateta opusă: 
{\displaystyle \csc \alpha ={\frac {1}{\sin \alpha }}={\frac {c}{a}}}